# Dorte Bjørndal
Dorte Bjørndal (født 17. november 1944 i Gentofte, død 23. juli 2024) var en dansk maler og barneskuespiller. Som barn medvirkede hun i flere Far til fire-film i den 1. generation af filmene. Hun malede siden 1991 og udstillede i Kulturhuset i Helsinge, Trommen og Fuglsanghus i Hørsholm, Fængslet i Fredensborg, Haarlandsgaarden Tisvildeleje og diverse restauranter. Bjørndal var medlem af Kunstværkstæderne Møllestien i Helsinge, hvor hun var i bestyrelsen fra 2004. 
Hun døde 23. juli 2024, 79 år gammel.

## Filmografi
- Far til fire på landet (1955)
- Far til fire i byen (1956)
- Flintesønnerne (1956)
- Far til fire med fuld musik (1961)